# Čabel (přírodní rezervace)
Čabel je přírodní rezervace jihovýchodně od obce Bynovec v okrese Děčín. Chráněné území je v péči Správy Národního parku České Švýcarsko.

## Předmět ochrany
Důvodem ochrany je uchování typického rašeliniště se vzácnou florou na pískovcovém podkladě. V nejvlhčích místech rostou podrosty suchopýru (Eriophorum), vlochyně (Vaccinium uliginosum), klikvy bahenní (Vaccinium oxycoccos) a rosnatky okrouhlolisté (Drosera rotundifolia).
V centrální části rašelinného boru se nachází snížena, ve které se hromadí dešťové srážky. Sníženina se periodicky zaplňuje a znovu vysychá. Proto bylo nutné omezit výpar vody úpravou lesního porostu. Dále bylo nutné omezit růst invazivní borovice vejmutovky (Pinus strobus).

## Geologie
V oblasti se vyskytují převážně humolity.
Mezi horniny patří pískovec, hlíny, slín, popřípadě pevná forma slínovec.